# Cytospora acaciae
Cytospora acaciae är en svampart som beskrevs av Oudem. 1902. Cytospora acaciae ingår i släktet Cytospora och familjen Valsaceae.   Inga underarter finns listade i Catalogue of Life.